# Либерти (Илиноис)
Либерти (енгл. Liberty) град је у америчкој савезној држави Илиноис.

## Демографија
По попису из 2010. године број становника је 516, што је 3 (-0,6%) становника мање него 2000. године.
| Група             | 2000.       | 2010.       |
| Белци             | 517 (99,6%) | 506 (98,1%) |
| Афроамериканци    | 0 (0,0%)    | 3 (0,6%)    |
| Азијати           | 0 (0,0%)    | 0 (0,0%)    |
| Хиспаноамериканци | 1 (0,2%)    | 0 (0,0%)    |
| Укупно            | 519         | 516         |